# ASP S15 Stemme
Stemme ASP S15 – niemiecki, dwumiejscowy motoszybowiec zaprojektowany i zbudowany przez firmę Stemme AG. jako platforma systemów powietrznych.

## Historia
Agencja Unii Europejskiej ds. Bezpieczeństwa Lotniczego (EASA) wydały świadectwo typu w październiku 2013 r. Polscy konstruktorzy brali udział w pracach koncepcyjnych nad samolotem Stemme ASP S15, zaś w Bielsku-Białej produkuje między innymi elementy kompozytowe do maszyny.

## Konstrukcja
Motoszybowiec ASP S15 wykonany jest z kompozytów, napędzany silnikiem Rotax 914 F2 o mocy startowej 84,5 kW (113 KM). Silnik zabudowany jest za kabiną załogi. Maszyna ma rozpiętość wynoszącą 18 m, natomiast długość kadłuba wynosi 8,52 m. Maksymalna masa startowa ASP S15 to 1100 kg. Fotele w kabinie załogi zabudowane są obok siebie. Motoszybowiec jest górnopłatem, z chowanym podwoziem trójkołowym. Pod kabiną zabudowano głowicę obserwacyjną z kamerą termowizyjną i pasma widzialnego. Maksymalna masa podwieszonego wyposażenia to 80 kg. Motoszybowiec jest też wyposażony w 2-osiowy autopilot.

## Wersje
- ASP S15-1 Stemme – platforma systemów pokładowych, która może być wyposażona zewnętrzne zasobniki ładunkowe, wyposażona w 2-osiowy autopilot[3].
- SAGEM Patroller  – wariant bezzałogowy we współpracy z francuską firmą SAGEM[4].